# Василиос Папафотис
Василиос Папафотис (на гръцки: Βασίλειος Παπαφώτης) е кипърски футболист, полузащитник, който играе за АПОЕЛ.

## Кариера
Юноша е на АПОЕЛ. Подписва първи професионален договор с родния си клуб на 3 декември 2013 г., а на 19 декември играе 60 минути в мач за купата на страната срещу Дигенис Ороклинис. 3 дни по-късно, на 22 декември влиза като резерва в мач от местното първенство срещу Еносис Паралимни. През 2015 г. печели дубъл.

## Отличия

### АПОЕЛ
- Кипърска първа дивизия (4): 2013/14, 2014/15, 2015/16, 2016/17
- Носител на Купата на Кипър (2): 2014, 2015